# Амарилья, Карлос
Ка́рлос Амари́лья, полное имя Ка́рлос Аре́сио Амари́лья Дема́рки (исп. Carlos Arecio Amarilla Demarqui; род. 26 октября 1970, Асунсьон) — парагвайский футбольный судья. Работает в этом качестве с 1997 года. По специальности инженер-электрик.

## Биография
Был одним из арбитров на чемпионате мира 2006. В частности, обслуживал матч между сборными Украины и Туниса. Его судейство в этом матче вызвало нарекания.
Главными матчами в карьере, которые судил Амарилья, являются два подряд финала Кубка Америки года между Бразилией и Аргентиной — в 2004 и 2007 годах. В 2003 и Кубок конфедераций 2005ах работал на Кубке конфедераций.
Кубок Либертадорес Амарилья судит с 2006 года. В 2011 году судил первый финал Кубка Либертадорес между «Пеньяролем» и «Сантосом».
В переводе с испанского, Амарилья означает «жёлтый», что стало причиной многочисленных иронических комментариев со стороны журналистов и болельщиков, поскольку его фамилия невольно ассоциируется с жёлтой карточкой.

## Важнейшие матчи, на которых работал Амарилья
Турниры
- Кубок конфедераций 2003 (группа —  Камерун —  Турция)
- Кубок Америки 2004 — (группа —  Аргентина —  Эквадор, 1/4 —  Перу —  Аргентина, финал)
- Кубок конфедераций 2005 (группа —  Германия —  Австралия,  Греция —  Мексика)
- Кубок Америки 2007 — (группа —  Уругвай —  Перу (открытие), 1/4 —  Мексика —  Чили, финал)
- Чемпионат мира 2006 — (группа —  США —  Чехия,  Того —  Швейцария,  Украина —  Тунис)

Игры
- Финал Кубка Америки 2004 ( Бразилия —  Аргентина)
- Финал Южноамериканского кубка 2005 ( Бока Хуниорс —  УНАМ Пумас)
- Финал Кубка Америки 2007 ( Бразилия —  Аргентина)
- Финал Южноамериканского кубка 2008 ( Эстудиантес —  Интернасьонал)
- Финал Южноамериканского кубка 2009 ( Флуминенсе —  ЛДУ Кито)
- Финал Кубка Либертадорес 2011 ( Пеньяроль —  Сантосом)